# Diana Salazar (série télévisée, 2024)
Diana Salazar (El extraño retorno de Diana Salazar) est une série télévisée mexicaine produite et diffusée entre le 17 mai 2024 et le 11 avril 2025 sur le service de streaming Vix pour Televisa.
Il s'agit d'un remake basé sur la telenovela mexicaine du même nom El extraño retorno de Diana Salazar en 1988.
En France, la première saison est diffusée entre le 15 février 2025 et le 8 mars 2025 sur Novelas TV.
La deuxième saison est diffusée entre le 17 mai 2025 et le 7 juin 2025 sur Novelas TV.
La troisième saison sera diffusée à partir du 30 août 2025 sur Novelas TV.

## Synopsis
Au XVIIe siècle, Leonor de Santiago est une jeune femme espagnole accusée de sorcellerie à cause de ses pouvoirs paranormaux. Elle est amoureuse d’Eduardo de Carbajal, mais leur amour est tragiquement interrompu lorsqu’elle est accusée et exécutée.
Des siècles plus tard, Diana Salazar commence à avoir des visions et des cauchemars étranges. Elle découvre qu’elle est la réincarnation de Leonor et qu’elle possède toujours des pouvoirs surnaturels, notamment la télékinésie. Son destin la conduit à rencontrer Mario Villarreal, qui n’est autre que la réincarnation d’Eduardo. Ensemble, ils doivent faire face aux forces qui les ont séparés dans le passé et à ceux qui veulent exploiter les dons de Diana.

## Fiche technique
- Angelique Boyer : Diana Salazar / Leonor de Santiago
- Sebastián Rulli : Mario Villarreal / Eduardo Carvajal
- Arap Bethke : Joaquín Núñez / Lucas Treviño
- Cassandra Sánchez Navarro : Irene Vallejo / Inés Betancourt
- Lorena Graniewicz : Malena Salazar
  - Farah Cardell : Malena de niña
- Erick Chapa : Gael
- Sergio Mur : Gonzalo
- Rubén Sanz : el Fray Rodrigo
- Eduardo Victoria : Gustavo
- Paola Toyos : Ana
- Sergio Jurado : Mayol
- Iván Tamayo : San Telmo
- Axel Alcántara : Rolando
- Lorena Sevilla : Reyna
- Pamela Reul : Gaby
- Teresa Peragui : Mariana
- Amhed García : Xavier
- Paola Dives : Fabiola
- Sergio Reynoso como Emiliano
  - Paco Rosado : a Emiliano de joven
- Vanessa Saba :  Aurelia
- Henry Zakka : Otálora
- Yael Albores : Raquel
- Mónica Dionne : Delfina
  - Rocío de Santiago : Delfina de joven
- Emoé de la Parra : la Hermana Beatriz
- Laura Vignatti : Ofelia

## Épisodes
| Saisons | Saisons | Épisodes | Diffusion originale | Diffusion originale |
| ------- | ------- | -------- | ------------------- | ------------------- |
|         | 1       | 8        | 17 mai 2024         | 17 mai 2024         |
|         | 2       | 8        | 17 janvier 2025     | 17 janvier 2025     |
|         | 3       | 8        | 11 avril 2025       | 11 avril 2025       |

### Première saison (2024)
1. « Encuentros »
2. « Confesiones »
3. « La llamada »
4. « Camino sin retorno »
5. « Almas viejas »
6. « Entre temblores »
7. « ¿Verdad o locura? »
8. « El viente de la ballena »

### Deuxième saison (2025)
1. « Desencuentros »
2. « Revelaciones »
3. « Despertares »
4. « Señales »
5. « Recluidos »
6. « Punto de convergencia »
7. « Recluidos »
8. « Un talento peligroso »

### Troisième saison (2025)
1. « Fuera de control »
2. « Reconciliaciones »
3. « Sospecha »
4. « Falsa libertad »
5. « Punto de quiebre »
6. « Miseria »
7. « Jugando con fuego »
8. « Almas en pena »

## Production

### Développement
Le 17 mai 2023, la série a été annoncée à l'avance par TelevisaUnivision pour la saison télévisée 2023-2024. En juillet 2023, les acteurs ont eu leur première lecture de scénario. Le tournage de la série a commencé le 17 août 2023 et s'est terminé le 16 décembre 2023.

### Casting
En mai 2023, Angelique Boyer et Sebastián Rulli ont été annoncés dans les rôles principaux. En juillet 2023, Arap Bethke et Cassandra Sánchez Navarro ont rejoint le casting. En août 2023, le reste du casting a été dévoilé dans un communiqué de presse.

## Diffusion
La série a été diffusée pour la première fois sur Vix le 17 mai 2024. La deuxième saison a été diffusée pour la première fois le 17 janvier 2025. La série a fait sa première diffusion télévisée sur Univision le 19 janvier 2025.

## Version française
La version française est assurée par Hiventy North Africa au Maroc.